# Зимняя кость
«Зимняя кость» (англ. Winter's Bone) — драматический независимый кинофильм режиссёра Дебры Граник, выпущенный на экраны в 2010 году. Экранизация одноимённого романа Дэниела Вудрелла, опубликованного в 2006 году.
Фильм получил четыре номинации на премию «Оскар», в том числе как лучший фильм года.

## Сюжет
17-летняя Ри живёт на своём участке в нищей глубинке штата Миссури вместе с больной матерью, младшими братом и сестрой. Они живут очень бедно, им помогают соседи. Отец семейства, занимающийся изготовлением метамфетамина, недавно вышел под залог из тюрьмы, но дома так и не появился.
Вскоре Ри узнаёт от шерифа, что её отец заложил дом и участок, и если он не явится на ближайшее судебное заседание, то всё имущество семьи будет конфисковано. Ри решает во что бы то ни стало разыскать отца. Она встречается с близкими и дальними родственниками, пытается поговорить с местным криминальным боссом Тампом Милтоном, но он отказывается с ней разговаривать. Ри говорят, чтобы она больше там не появлялась.
Суд состоялся, но отец на нём не появился. Ри встречается с поручителем, который сообщает ей, что если она сможет доказать, что отец умер, то дом будет сохранён. Девушка пытается ещё раз встретиться с Тампом Милтоном, но в этот раз её избивают родственницы Тампа. За ней приезжает Тирдроп, дядя Ри, и забирает её, пообещав Тампу, что она больше не доставит хлопот. Тирдроп рассказывает Ри, что её отца убили за стукачество, а кто именно, он не знает.
Через некоторое время к Ри приходят те самые женщины, которые избили её, и предлагают помощь — они покажут, где находится труп отца. Они завязывают ей глаза и отвозят к пруду. Ри и две женщины на лодке доплывают до того места, где лежит её отец. От девушки требуют нащупать труп, ухватить его и вытащить на поверхность. Ри приподнимает руки трупа из воды, а женщины отпиливают кисти бензопилой. Обе кисти трупа Ри, как доказательство смерти отца, относит шерифу, соврав, что их подбросили на веранду.
В финале поручитель ещё раз навещает семью Долли, чтобы отдать Ри крупную сумму денег, принесённую в полицейский участок неизвестным доброжелателем. Тирдроп сообщает Ри, что знает, кто убил её отца. Ри говорит детям, что, невзирая на полученные деньги, она никогда не оставит их.

## В ролях
- Дженнифер Лоуренс — Ри Долли
- Джон Хоукс — Тирдроп Долли
- Гаррет Диллахант — шериф Баскин
- Лорен Суитсер — Гэйл
- Дейл Дикки — Мераб
- Кевин Брезнахан — Литтл Артур
- Шелли Ваггенер — Соня
- Шерил Ли — Эйприл

## Критика
Фильм в целом и в особенности актёрская игра Дженнифер Лоуренс были высоко оценёны как зрителями, так и кинокритиками. Количество положительных рецензий на Rotten Tomatoes составляет 94%, средний рейтинг — 8,3 из 10. На Metacritic фильм получил 90 баллов из 100 на основе 38 обзоров. Журналы Rolling Stone и The New Yorker отметили фильм положительными рецензиями.

## Награды и номинации
- 2010 — два приза Берлинского кинофестиваля: C.I.C.A.E. Award и приз читательского жюри Tagesspiegel (оба — Дебра Граник)
- 2010 — два приза кинофестиваля «Сандэнс»: Большой приз жюри (Дебра Граник), премия за сценарий имени Уолдо Солта (Дебра Граник, Энн Роселлини)
- 2010 — два приза кинофестиваля в Сиэтле: лучший режиссёр (Дебра Граник), лучшая актриса (Дженнифер Лоуренс)
- 2010 — премия Национального совета кинокритиков США за прорыв года (Дженнифер Лоуренс), а также попадание в десятку лучших фильмов года
- 2010 — 4 номинации на премию «Спутник»: лучший фильм — драма, лучший режиссёр (Дебра Граник), лучшая женская роль — драма (Дженнифер Лоуренс), лучший адаптированный сценарий (Дебра Граник, Энн Роселлини)
- 2011 — 4 номинации на премию «Оскар»: лучший фильм года (Аликс Мэдиган, Энн Роселлини), лучшая женская роль (Дженнифер Лоуренс), лучшая мужская роль второго плана (Джон Хоукс), лучший адаптированный сценарий (Дебра Граник, Энн Роселлини)
- 2011 — номинация на премию «Золотой глобус» за лучшую женскую роль — драма (Дженнифер Лоуренс)
- 2011 — 2 премии «Независимый дух»: лучшая мужская роль второго плана (Джон Хоукс), лучшая женская роль второго плана (Дэйл Дикки), а также 5 номинаций: лучший фильм, лучший режиссёр (Дебра Граник), лучшая женская роль (Дженнифер Лоуренс), лучший сценарий (Дебра Граник, Энн Роселлини), лучшая операторская работа (Майкл МакДонах)
- 2011 — две номинации на премию Гильдии киноактёров США: лучшая женская роль (Дженнифер Лоуренс), лучшая мужская роль второго плана (Джон Хоукс)